# トーマス・ベアリング (初代ノースブルック伯爵)
初代ノースブルック伯爵トーマス・ジョージ・ベアリング（英: Thomas George Baring, 1st Earl of Northbrook, GCSI, PC, FRS、1826年1月22日 - 1904年11月15日）は、イギリスの政治家、貴族。
ヴィクトリア朝の自由党の政治家で、1872年から1876年にかけてインド総督を務めた。自由主義的なインド統治を行ったが、1874年に成立した保守党政権との対立を深めて辞職した。

## 経歴

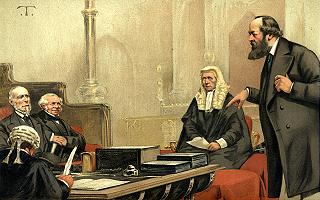
貴族院で演説する保守党貴族院院内総務ソールズベリー侯爵と自由党席からそれを聞く海軍大臣ノースブルック伯爵と外務大臣グランヴィル伯爵。議長席に座っているのは大法官（貴族院議長）セルボーン伯爵（1882年7月5日の『バニティ・フェア』誌の挿絵）。

1826年1月22日、後に初代ノースブルック男爵に叙されるホイッグ党の政治家フランシス・ベアリングの息子として生まれる。母はサー・ジョージ・グレイ准男爵の娘ジェーン。曾祖父サー・フランシス・ベアリング准男爵はイギリス東インド会社の経営者であったなど、銀行家一族ベアリング家はインドと縁の深い家柄であった。
1846年にオックスフォード大学クライスト・チャーチを卒業。1853年から1855年にかけてインド監督庁長官（インド担当大臣の前身）サー・チャールズ・ウッド准男爵（後のハリファックス子爵）の秘書官を務めた関係でインドについて詳しく勉強することになった。
1857年にペンリン・アンド・ファルマス選挙区から自由党の庶民院議員に当選した。1859年に第二次パーマストン子爵内閣が成立するとインド担当大臣となったウッドのもとでインド担当省政務次官となった。1866年の保守党への政権交代までに陸軍省政務次官や内務省政務次官も務めた。
1866年9月6日に父からノースブルック男爵の爵位と准男爵位を継承した。
第一次ウィリアム・グラッドストン内閣期の1872年2月にインド総督メイヨー伯爵が暗殺された。王璽尚書ハリファックス子爵はその後任としてノースブルック卿をインド総督に推薦した。インド担当大臣アーガイル公爵はそれに反対したが、首相グラッドストンの裁定でノースブルック卿に白羽の矢が立った。
英領インド帝国に着任したノースブルック卿は、自由貿易を目指し、一部の品を除いて輸出関税を廃止、また輸入関税も引き下げを行った（輸入関税をある程度残したのは英領インド帝国政府の歳入を確保するため）。税収低下分は所得税復活によって賄った。外交ではインド軍をマレーシアのペラクに出兵させたが、その際に経費を本国に要求して拒否されている。
1874年1月に本国でベンジャミン・ディズレーリ率いる保守党政権が誕生した。その政権でインド担当大臣となったのは後に首相となるソールズベリー侯爵だったが、彼とノースブルック卿は折り合いが悪く、関税問題やアフガニスタン政策をめぐって激しい論争になった。ソールズベリー卿はランカシャー綿工業家の意見を容れてインドの輸入関税全廃を主張していた。また英領インドの隣国アフガニスタンについては保護国化を目指していた。しかしノースブルック卿には「インド総督はランカシャーの利益ではなく、インド人の利益を第一とする」「インド総督は本国のインド担当大臣の代理人ではない」という持論があったため、ソールズベリー卿に反対した。2人の対立は深まっていき、1876年4月にノースブルック卿は辞職を余儀なくされた。皇太子バーティのインド訪問を見届けた後の1876年6月に帰国の途についた。
帰国して間もなくノースブルック伯爵位を与えられた。
1880年に第二次グラッドストン内閣が発足すると海軍大臣として入閣した。オラービー革命をめぐるエジプト問題ではスエズ運河の航行権が失われることを恐れてエジプトへの軍事干渉の必要性を訴えた。
1890年から1893年にかけては王立アジア協会の会長を務めた。
1904年11月15日にハンプシャーのストラットン・パークで死去した。

## 栄典

### 爵位
- 1866年、第2代ノースブルック男爵（1866年創設連合王国貴族爵位）
- 1876年、初代ノースブルック伯爵（連合王国貴族爵位）
- 1876年、初代ベアリング子爵（連合王国貴族爵位）[4]

### 勲章
- 1876年、スター・オブ・インディア勲章ナイト・グランド・コマンダー（GCSI）[4]

### その他名誉職
- 1866年、第4代ベアリング准男爵（1793年創設グレートブリテン准男爵位）
- 1869年、枢密顧問官（P.C.）
- 1876年、民事法学博士号（D.C.L.）（オックスフォード大学名誉学位）
- 1880年、王立協会フェロー（F.R.S.）
- 1892年、法学博士号(LL.D)（ケンブリッジ大学名誉学位）
- 1892年-1904年、ハンプシャー総督（英語版）[4]

## 家族
1848年にエリザベス・スタート（アリントン男爵の妹）と結婚し、彼女との間に以下の3子を儲ける。
- 第1子（長女）ジェーン・エマ嬢（？-1936年）
- 第2子（長男）第2代ノースブルック伯爵フランシス（英語版）（1850年-1929年）
- 第3子（次男）アーサー・ネーピア・トーマス閣下（1854年-1870年）